# Brețcu
Bretcu là một xã thuộc hạt Covasna, România. Dân số thời điểm năm 2002 là 3925 người.